# Stoney 142-143-144
Stoney 142-143-144 är ett reservat i Kanada.   Det ligger i provinsen Alberta, i den centrala delen av landet, 2 900 km väster om huvudstaden Ottawa.
Trakten runt Stoney 142-143-144 består i huvudsak av gräsmarker. Runt Stoney 142-143-144 är det mycket glesbefolkat, med 6 invånare per kvadratkilometer.